# Fellingsbro norra församling
Fellingsbro norra församling var en församling i Västerås stift i Lindesbergs kommun. Församlingen uppgick 1992 i Fellingsbro församling.
Församlingskyrka var Spannarboda kyrka
.

## Administrativ historik
Församlingen bildades 1922 som en kapellförsamling genom en utbrytning ur Fellingsbro församling och återgick dit 1992, efter att ingått i dess pastorat sedan utbryningen.

## Organister
Lista över organister i Fellingsbro norra församling.
| Ämbetstid | Namn                  | Levnadstid |
| --------- | --------------------- | ---------- |
| 1921-1930 | Carl Elias Klingström |            |
| 1934-1941 | Karl Gunnar Hagvall   | 1912-      |
| 1942-1957 | Folke Erbenius        | 1911-      |